# Bronisława Anczyc
Bronisława Joanna Anczyc (ur. 17 sierpnia 1830 w Krakowie, zm. 28 listopada 1908) – polska aktorka teatralna.

## Życiorys
Była córką aktorów Zygmunta Anczyca i Barbary Anczyc.
Debiutowała w 1837 w teatrach krakowskich w rolach dzieci. W 1848 występowała w Krakowie w przedstawieniach amatorskich, a w latach 1850–1851 w drobnych rolach. Od 1858 do 1872 śpiewała w chórze Warszawskich Teatrów Rządowych.
Pochowana w grobowcu rodzinnym na cmentarzu Rakowickim